# セルヒオ・モラ
セルヒオ・モラ（Sergio Mora、1980年12月4日 - ）は、アメリカ合衆国のプロボクサー。カリフォルニア州イーストロサンゼルス出身。WBC世界スーパーウェルター級王者。
ハンドスピードが速いことからラテン・スネーク（The Latin Snake）の愛称を持つ。

## 来歴
2000年8月17日、カリフォルニア州アナハイムのアローヘッド・ポンド・オブ・アナハイムでプロデビュー戦を行い、2-1の判定勝利を収めデビュー戦を白星で飾った。 
リアリティ番組「The Contender Season1」に出場、2004年8月27日、最初の相手としてナハイ・ターピン（アメリカ）と5回戦を行い、ジャッジ全員が(49-46)と採点し、準々決勝にコマを進めた。ターピンはこの試合以降リングに上がることなく翌年の2月14日に拳銃で自殺した。 
2004年9月12日、後にIBF世界スーパーウェルター級王者になるイシュー・スミス（アメリカ）と対戦。2-1(50-45、49-46、46-49)の判定で勝利し、スミスに初黒星を付けた。
2004年9月24日、カリフォルニア州パサデナで準決勝を行い、ジェシー・ブリンクレー（アメリカ）と対戦、わずかな差で相手を上回り判定で勝利し決勝進出となった。
2005年5月24日、ネバダ州ラスベガスのシーザーズ・パレスでザ・コンテンダーの決勝戦をピーター・マンフレド・ジュニア（アメリカ）と行い、3-0の判定勝ちを収めザ・コンテンダー優勝を飾った。
2005年10月15日、カリフォルニア州ロサンゼルスのステイプルズ・センターでピーター・マンフレド・ジュニア（アメリカ）とウェルター級8回戦を行い、2-1の判定勝ちを収めた。
2007年10月16日、カリフォルニア州カーソンのホーム・デポ・センターでエルビン・アヤラ（アメリカ）と対戦し、1-1の判定で引き分けとなり、プロ20戦目の試合で全勝レコードが途切れた。
2008年6月7日、コネチカット州アンキャスヴィルのモヒガン・サンでWBC世界スーパーウェルター級王者バーノン・フォレスト（アメリカ）と対戦し、2-0の判定勝ちを収め王座獲得に成功した。
2008年9月13日、ネバダ州ラスベガスのMGMグランドでファン・マヌエル・マルケスvsホエール・カサマヨールがメインの興行のセミファイナルとして登場、バーノン・フォレストと対戦し、プロ初黒星となる0-3の判定負けを喫し初防衛に失敗、王座から陥落した。
2010年4月3日、ネバダ州ラスベガスのマンダレイ・ベイで1年6か月ぶりの復帰戦となる試合をカルヴァン・グリーン（アメリカ）と行い、7回TKO勝ちを収めた。
2010年9月18日、カリフォルニア州ロサンゼルスのステイプルズ・センターで元3階級制覇王者のシェーン・モズリー（アメリカ）とスーパーウェルター級12回戦で対戦、この試合は元々154ポンドでの契約リミットで行われる予定であったがモラが3ポンドの体重超過でファイトマネーから罰金として20%「20万ドル（約2000万円）」引かれる事となった。試合はかみ合わないまま終盤までいきモズリーもベテランの意地をみせ後半はポイントを奪い返していくも結局判定までもつれ込み1-1の判定でドローとなった。
2013年6月28日、フロリダ州ジャクソンビルにてWBA世界ミドル級6位のグジェゴシ・プロクサ（ポーランド）とノンタイトル10回戦を行い、試合は全体を通してパンチの有効度で明白に上回っていたモラに軍配が上がり3-0の判定勝ちを収めた。
2015年2月6日、ミシシッピ州ビロクシのボー・リヴァージュ・リゾート&カジノで当初はIBF世界ミドル級王者ジャーメイン・テイラー（アメリカ）と対戦する予定だったが、同年1月19日にテイラーがアーカンソー州リトルロック で車内に銃器とマリファナを所持し逮捕され試合が中止になった為、代替試合としてアブラハム・ハン（アメリカ）とUSBA全米ミドル級王座決定戦を行い、2-1の判定勝ちを収め王座獲得に成功した。
2015年8月1日、ニューヨークブルックリン区のバークレイズ・センターで、ダニー・ガルシア対ポール・マリナッジの前座で登場。7年振りの世界挑戦でWBA世界ミドル級王者ダニエル・ジェイコブスと対戦し、初回にお互いにダウンを喫するが、2回に再びモラがダウンを喫した際に足首の異常を訴え試合を棄権、2分55秒TKO負けを喫し2階級制覇に失敗した。モラは担架でリングから運び出され、右足首を骨折していたことが判明した。
2016年7月30日、バークレイズ・センターでレオ・サンタ・クルスVSカール・フランプトンの前座でWBA世界ミドル級王者ダニエル・ジェイコブスと約1年ぶりに再戦し2階級制覇を目指す予定だったが、モラが練習中に負傷しジェイコブスもスパーリング中に肩を痛めた為、試合は延期となった。
2016年9月9日、ペンシルベニア州レディングのサンタンデール・アリーナで延期となっていたWBA世界ミドル級王者ダニエル・ジェイコブスと1年1ヵ月ぶりに再戦し、4回と5回に1度ずつ、7回に3度の計5度ダウンを奪われ7回2分8秒TKO負けを喫し2階級制覇に失敗した。
2018年4月7日、1年7か月ぶりの試合をザ・ジョイントにて元WBO世界スーパーウェルター級暫定王者のアルフレド・アングロとスーパーミドル級8回戦を行い、8回2-1（78-74×2、75-77）の判定勝ちを収めた。

## 獲得タイトル
- WBC世界スーパーウェルター級王座（防衛0）